# Estela de Sucumi

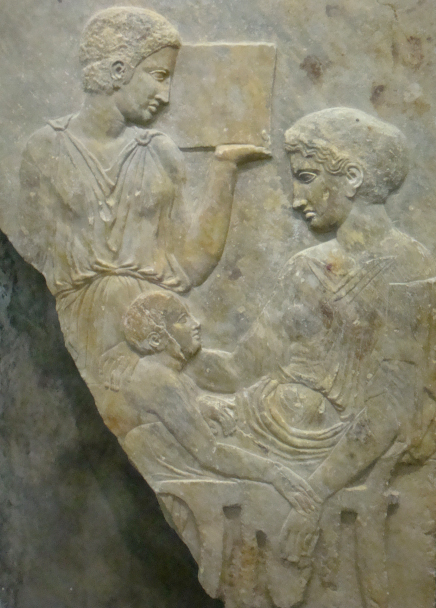
Estela de Sucumi

A estela de Sucumi é uma peça de arte grega antiga, uma lápide de mármore (estela) representando uma mulher e duas crianças, encontrada em 1953 debaixo d'água no mar Negro, perto de Sucumi, na Abecásia/Geórgia. Agora está em exibição no Museu Estadual de Sucumi.

## Descrição
O monumento é uma laje de mármore de formato retangular, com 157 centímetros de comprimento, 92 de largura e 11-12 de espessura. A cor acinzentada do mármore, não encontrada localmente, sugere que a pedra foi exportada do exterior para uma colônia grega na Cólquida, no território da atual Sucumi, possivelmente Dioscúrias. Foi encontrado debaixo d'água, na foz do pequeno rio Basla/Besleti, em 1953, e estudado detalhadamente por Mikhail Trapsh e Otar Lordkipanidze. O monumento, datado por Lordkipanidze no período de 430-420 a.C., destaca-se pelas suas qualidades artísticas entre os baixos-relevos de mármore das antigas cidades gregas desse período. A parte frontal da lápide apresenta três figuras humanas esculpidas, aparentemente numa cena de despedida de uma mulher morta. A mulher, sentada numa poltrona, abraça com a mão direita um menino enlutado apoiado em seus joelhos. O fundo mostra uma jovem com um peplo ático (com cinto) segurando uma pequena caixa, provavelmente com presentes fúnebres à falecida.